# Clausthal-Zellerfeld
Clausthal-Zellerfeld er en by i Landkreis Goslar, i den tyske delstat Niedersachsen med 15.888 indbyggere (2018-12-31).  Den ligger i den sydvestlige del af bjergkæden Harzen, og  var indtil 2015  administrationsby i   samtgemeinde Oberharz og en  luftkurby.  

## Geografi
Kommunen ligger i landskabet Oberharz mellem 535 og 600 moh. og har knap 13.000 indbyggere deriblandt mere end 4.300 studenterende. Byen   blev samlet i  1924 ved en sammenlægning af bjegbyerne Clausthal (mod syd) og Zellerfeld (mod nord); Lavningen mellem de to bydele med bækken Zellbach (tilløb til Innerste)  udgjorde tidligere en naturlig grænse. I  Clausthal ligger Technische Universität Clausthal .

## Personer fra Clausthal-Zellerfeld
- Georg Philipp Telemann (1681–1767), komponist
- Robert Koch (1843–1910), mikrobiolog
- Otto Erich Hartleben (1864–1905), digter og dramatiker

## Gallery
- Aula Academica
- Salvatoriskirken
- Minekontor
- Marktkirche i Clausthal-Zellerfeld
- Huset hvor  Robert Koch blev født